# Acoria

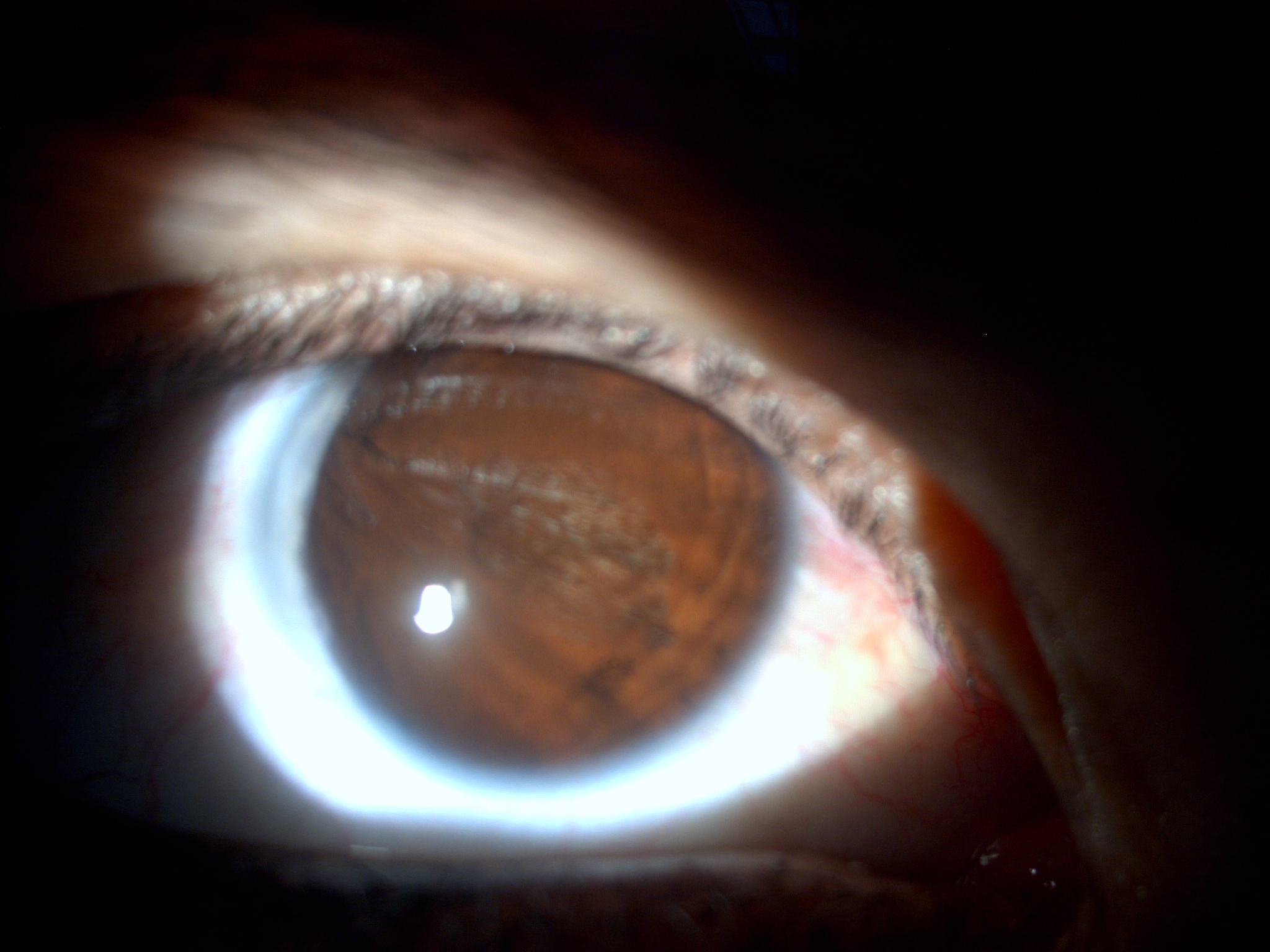
Acoria pupilar

Acoria (de a [não] + kóre [do grego - pupila] + ia) é um termo médico, usado na oftalmologia para designar a falta congênita ou adquirida de pupilas. Pacientes com acoria derivada da síndrome de Axenfeld-Rieger (imagem) podem ser operados por meio de técnica cirúrgica nova, em que se faz uma "incisão esclero-corneana através de uma iridotomia periférica, trabalhando atrás da íris" (pupiloplastia retroiridiana), onde é criada uma nova pupila "com uma vitrectomia de câmara anterior", intervenção considerada sem muitos controles oftalmológicos e de rápida recuperação.
Para a clínica médica, o termo acoria (do grego akoría - insaciabilidade) também designa o tipo de polifagia em que o indivíduo perde a sensação de saciedade, independentemente do tamanho do apetite.